# Diecezja Allahabad
Diecezja Allahabad (łac. Diœcesis Allahabadensis) – diecezja rzymskokatolicka w Indiach, z siedzibą w Prajagradź. Została utworzona w 1845 jako wikariat apostolski Patna. 1 września 1886 wikariat został podniesiony do rangi diecezji, a siedziba została przeniesiona do Allahabadu.

## Główne świątynie
- Katedra: Katedra św. Józefa w Prajagradź

## Biskupi

### Wikariusze apostolscy Patny
- Gaetano Carli OFMCap. (1845)
- Anastasius Hartmann OFMCap. (1845–1854)
- Atanasio Eduardo Zuber OFMCap. (1854–1860)
- Anastasius Hartmann OFMCap. (1860–1866) (drugi raz)
- Paolo Tosi OFMCap. (1868–1880)
- Francesco Vincenzo Pesci OFMCap. (1881–1886)

### Biskupi diecezjalni Allahabadu
- Francesco Vincenzo Pesci OFMCap. (1886–1896)
- Carlo Giuseppe Gentili OFMCap. (1897–1898)
- Vittorio Gaetano Sinibaldi OFMCap. (1899–1902)
- Pierre-François Gramigna OFMCap. (1904–1917)
- Giuseppe Angelo Poli OFMCap. (1917–1946)
- Leonard Joseph Raymond (1947–1964)
- Raymond D'Mello (1964–1969)
- Alfred Fernández (1970–1975)
- Baptist Mudartha (1976–1988)
- Isidore Fernandes (1988–2013)
- Raphy Manjaly (2013–2020)
- Louis Mascarenhas (od 2023)